# Гелен Гловер
Гелен Гловер  (англ. Helen Glover, 17 червня 1986) — британська веслувальниця, олімпійська чемпіонка.

## Виступи на Олімпіадах
| Олімпіада           | Дисципліна | Місце |
| ------------------- | ---------- | ----- |
| Лондон 2012         | двійки     | 1     |
| Ріо-де-Жанейро 2016 | двійки     | 1     |
| Токіо 2020          | двійки     | 4     |
| Париж 2024          | четвірки   | 2     |

## Зовнішні посилання
- Досьє на sport.references.com [Архівовано 18 грудня 2012 у Wayback Machine.]